# Lijst van rijksmonumenten in Wassenaar
De plaats en gemeente Wassenaar telt 321 inschrijvingen in het rijksmonumentenregister. Hieronder een compleet overzicht. 
| Object | Oorspronkelijke functie?  | Bouwjaar                                        | Architect                                                 | Locatie                                    | Coördinaten?                 | Nr.?   | Afbeelding                                                                          |
| --- | ------------------------- | ----------------------------------------------- | --------------------------------------------------------- | ------------------------------------------ | ---------------------------- | ------ | ----------------------------------------------------------------------------------- |
| Zuidwijksemolen | Industrie- en poldermolen | voor 1811                                       |                                                           | Aan de Veenwatering bij Rijksstraatweg 247 | 52° 8' 27" NB, 4° 25' 47" OL | 38351  | Meer afbeeldingen                                                                   |
| Pand met gepleisterde gevel | Woonhuis                  |                                                 |                                                           | Berkheistraat 21-23                        | 52° 8' 46" NB, 4° 23' 30" OL | 38352  | Meer afbeeldingen                                                                   |
| Pand met gepleisterd topgeveltje | Woonhuis                  |                                                 |                                                           | Berkheistraat 27-29                        | 52° 8' 47" NB, 4° 23' 30" OL | 38353  | Meer afbeeldingen                                                                   |
| Pand met gepleisterd topgeveltje | Woonhuis                  |                                                 |                                                           | Berkheistraat 18                           | 52° 8' 46" NB, 4° 23' 30" OL | 38354  | Meer afbeeldingen                                                                   |
| Boerderij waarvan het smalle, hoge voorhuis nog resteert, destijds behorend tot het kasteel Ter Weer, met later aangebouwd bedrijfsgedeelte | Boerderij                 | 17e eeuw                                        |                                                           | Deijlerweg 153                             | 52° 8' 42" NB, 4° 25' 3" OL  | 38358  | Meer afbeeldingen                                                                   |
| Stalgebouw, 18e eeuw, muur, tuin | Bijgebouwen kastelen enz. |                                                 |                                                           | Duinrellweg 1a                             | 52° 8' 42" NB, 4° 23' 28" OL | 38359  | Meer afbeeldingen                                                                   |
| Woning | Woonhuis                  | 19e eeuw                                        |                                                           | Duinrellweg 9                              | 52° 8' 42" NB, 4° 23' 25" OL | 38360  | Woning                                                                              |
| 19e-eeuwse woning | Woonhuis                  |                                                 |                                                           | Duinrellweg 2                              | 52° 8' 42" NB, 4° 23' 25" OL | 38361  | Meer afbeeldingen                                                                   |
| Laag witgepleisterd huis, met rechte gootlijst | Woonhuis                  |                                                 |                                                           | Duinrellweg 10                             | 52° 8' 42" NB, 4° 23' 24" OL | 38362  | Meer afbeeldingen                                                                   |
| Gepleisterd huis. Rechte kroonlijst met opzij dak in topgevel uitlopend | Werk-woonhuis             | 18e eeuw                                        |                                                           | Gang 1 / Langstraat 2-4                    | 52° 8' 42" NB, 4° 23' 31" OL | 38363  | Meer afbeeldingen                                                                   |
| Boerderij, met dubbele topgevel. Dwarshuis met opkamer, gepleisterd, halve luiken | Boerderij                 | 17e eeuw                                        |                                                           | Het Kerkehout 103                          | 52° 6' 29" NB, 4° 22' 41" OL | 38364  | Meer afbeeldingen                                                                   |
| Gaaf woonhuis. Vensters gewijzigd | Woonhuis                  | 19e eeuw                                        |                                                           | Kerkstraat 15                              | 52° 8' 36" NB, 4° 23' 36" OL | 38365  | Meer afbeeldingen                                                                   |
| Gaaf woonhuis. Vensters gewijzigd. Boven deur houten bord met zonnewijzer | Woonhuis                  | 18e eeuw                                        |                                                           | Kerkstraat 6                               | 52° 8' 37" NB, 4° 23' 36" OL | 38366  | Meer afbeeldingen                                                                   |
| Pand met nok evenwijdig aan de straat. Grote dakhuizen | Woonhuis                  |                                                 |                                                           | Langstraat 19                              | 52° 8' 41" NB, 4° 23' 33" OL | 38367  | Meer afbeeldingen                                                                   |
| Windlust | Industrie- en poldermolen | 1668                                            |                                                           | Molenplein 10                              | 52° 8' 31" NB, 4° 23' 43" OL | 38369  | Meer afbeeldingen                                                                   |
| Boerderij "Bellesteyn". Gepleisterd huis met opkamer. Rechte kroonlijst | Boerderij                 | 17e eeuw                                        |                                                           | Oostdorperweg 197                          | 52° 9' 22" NB, 4° 24' 3" OL  | 38370  | Meer afbeeldingen                                                                   |
| Boerderij, gepleisterd dwarshuis, goed oorspronkelijke type, dwarshuis aan de Zuidzijde eindigend in topgevel | Boerderij                 | 17e eeuw                                        |                                                           | Oostdorperweg 201                          | 52° 9' 27" NB, 4° 24' 9" OL  | 38371  | Meer afbeeldingen                                                                   |
| Boerderij met topgevel, langhuistype, bogen boven de vensters, opkamer | Boerderij                 | 17e eeuw                                        |                                                           | Oostdorperweg 206                          | 52° 9' 13" NB, 4° 24' 22" OL | 38372  | Meer afbeeldingen                                                                   |
| Boerderij, topgevel, langhuistype. Na brand in 1932 herbouwd, naar opschrift op steen in zijgevel luidt | Boerderij                 | 17e eeuw (oorspronkelijke muren)                |                                                           | Oostdorperweg 208                          | 52° 9' 24" NB, 4° 24' 23" OL | 38373  | Meer afbeeldingen                                                                   |
| Boerderij, langhuis, topgevel, klein geval. Bungalow | Boerderij                 |                                                 |                                                           | Oostdorperweg 210                          | 52° 9' 25" NB, 4° 24' 26" OL | 38374  | Meer afbeeldingen                                                                   |
| Grenspaal Wassenaar-Voorschoten | Grensafbakening           |                                                 |                                                           | Papeweg, ongenummerd                       | 52° 7' 52" NB, 4° 25' 30" OL | 38375  | Grenspaal Wassenaar-Voorschoten                                                     |
| Pomp met wapen Wassenaer | Straatmeubilair           | midden 19e eeuw                                 |                                                           | Plein ongenummerd                          | 52° 8' 42" NB, 4° 23' 30" OL | 38377  | Meer afbeeldingen                                                                   |
| Dorpskerk | Kerk en kerkonderdeel     | Vanaf 12e eeuw                                  |                                                           | Plein 3                                    | 52° 8' 43" NB, 4° 23' 28" OL | 38380  | Meer afbeeldingen                                                                   |
| Pand met gepleisterde lijstgevel, gebogen ingang | Werk-woonhuis             | 18e eeuw                                        |                                                           | Plein 19 / Langstraat 1                    | 52° 8' 42" NB, 4° 23' 31" OL | 38381  | Meer afbeeldingen                                                                   |
| Leesbibliotheek, gevel met rechte kroonlijst | Welzijn, kunst en cultuur |                                                 |                                                           | Plein 2                                    | 52° 8' 42" NB, 4° 23' 29" OL | 38382  | Meer afbeeldingen                                                                   |
| Pand met gepleisterde topgevel | Woonhuis                  | 18e eeuw                                        |                                                           | Plein 12                                   | 52° 8' 43" NB, 4° 23' 30" OL | 38383  | Meer afbeeldingen                                                                   |
| Gaaf pand, ramen met halve luiken, kleine roeden | Woonhuis                  | 18e eeuw                                        |                                                           | Plein 12A                                  | 52° 8' 43" NB, 4° 23' 30" OL | 38384  | Meer afbeeldingen                                                                   |
| Landhuis "Huis de Pauw" | Kasteel, buitenplaats     | midden 19e eeuw                                 |                                                           | Raadhuislaan 22                            | 52° 8' 9" NB, 4° 23' 54" OL  | 530134 | Landhuis "Huis de Pauw"                                                             |
| Boerderij "Achterlaanhoeve" onder topgevel, met opkamer | Boerderij                 | 1643 (steen)                                    |                                                           | Raaphorstlaan 1                            | 52° 7' 14" NB, 4° 23' 41" OL | 38386  | Boerderij "Achterlaanhoeve" onder topgevel, met opkamer                             |
| Boerderij "Laan en Berg" | Boerderij                 | 17e eeuw                                        |                                                           | Raaphorstlaan 3                            | 52° 7' 11" NB, 4° 23' 36" OL | 38387  | Meer afbeeldingen                                                                   |
| Boerderij "Beresteinhoeve" | Boerderij                 | 1848                                            |                                                           | Raaphorstlaan 4                            | 52° 7' 6" NB, 4° 23' 27" OL  | 38388  | Upload foto                                                                         |
| Landgoed Backershagen: Theekoepel / uitkijkplaats (op heuvel). | Tuin, park en plantsoen   | einde 18e eeuw                                  |                                                           | Rust en Vreugdlaan bij 5                   | 52° 7' 33" NB, 4° 23' 18" OL | 38392  | Landgoed Backershagen: Theekoepel / uitkijkplaats (op heuvel).                      |
| Boerderij, langhuis. Topgevel in 19e eeuw enigszins verbouwd | Boerderij                 | 17e eeuw                                        |                                                           | Rijksstraatweg 167                         | 52° 8' 59" NB, 4° 26' 2" OL  | 38393  | Meer afbeeldingen                                                                   |
| Boerderij met topgevel, langhuis met opkamer. Kelderraam beneden, rondom gewit met R.K. symbolen | Boerderij                 | 17e eeuw                                        |                                                           | Rijksstraatweg 191                         | 52° 8' 54" NB, 4° 25' 56" OL | 38394  | Meer afbeeldingen                                                                   |
| Boerderij "Zuidhof" | Boerderij                 |                                                 |                                                           | Rijksstraatweg 269                         | 52° 8' 30" NB, 4° 25' 20" OL | 38396  | Meer afbeeldingen                                                                   |
| Landgoed Langenhorst: park | Tuin, park en plantsoen   | 18e eeuw (aanleg)                               |                                                           | Rijksstraatweg 819                         | 52° 6' 20" NB, 4° 21' 52" OL | 38397  | Landgoed Langenhorst: park                                                          |
| Diensthuisje | Dienstwoning              | 18e eeuw                                        |                                                           | Rijksstraatweg 591                         | 52° 6' 23" NB, 4° 21' 39" OL | 38398  | Upload foto                                                                         |
| Landgoed Backershagen, gepleisterd. Rechte kroonlijst. In 1933 is de vooruitspringende middeningangspartij van moderne vleugels aan de achterzijde voorzien. | Kasteel, buitenplaats     | 18e eeuw                                        |                                                           | Backershagenlaan bij 34                    | 52° 7' 55" NB, 4° 23' 31" OL | 38401  | Meer afbeeldingen                                                                   |
| Witgepleisterd pand met verdieping onder schilddak, de verdiepingen een omlopend cordonlijst. Kroonlijst omlopend | Kerkelijke dienstwoning   |                                                 |                                                           | Schoolstraat 2                             | 52° 8' 43" NB, 4° 23' 33" OL | 38402  | Meer afbeeldingen                                                                   |
| Gaaf pand | Woonhuis                  | 18e eeuw                                        |                                                           | Schoolstraat 5                             | 52° 8' 44" NB, 4° 23' 32" OL | 38403  | Meer afbeeldingen                                                                   |
| Boerderij "Dierenzorg". Gaaf woongedeelte | Boerderij                 | Eind 17e eeuw                                   |                                                           | Zijdeweg 56                                | 52° 6' 15" NB, 4° 21' 44" OL | 38405  | Meer afbeeldingen                                                                   |
| Pandje met kapverdieping onder pannen zadeldak tussen puntgevels; pui gepleisterd, links onderkelderde opkamer met T-venster met vierruitsbovenlicht, getoogd keldervenster, negenruitsschuifvenster in top, voorts bevat de top vlechtingen, staafankers en toppilaster | Werk-woonhuis             | mogelijk 17e eeuw                               |                                                           | Langstraat 79-81                           | 52° 8' 36" NB, 4° 23' 41" OL | 47001  | Meer afbeeldingen                                                                   |
| Buitenplaats Beukenhorst | Kasteel, buitenplaats     | 1845                                            | H.H.A. Wentzel                                            | Rijksstraatweg 632                         | 52° 6' 29" NB, 4° 21' 39" OL | 511039 | Upload foto                                                                         |
| Beukenhorst, historische park- en tuinaanleg | Tuin, park en plantsoen   | 1861                                            | C.E.A. Petzold                                            | Rijksstraatweg bij 632                     | 52° 6' 28" NB, 4° 21' 37" OL | 511041 | Upload foto                                                                         |
| Beukenhorst, bloementuin, ten zuidwesten van het woonhuis bestaande uit een stibadium met peristylium | Tuin, park en plantsoen   | ca. 1845                                        | H.H.A. Wentzel                                            | Rijksstraatweg bij 632                     | 52° 6' 28" NB, 4° 21' 38" OL | 511046 | Upload foto                                                                         |
| Beukenhorst, dierenbegraafplaats | Begraafplaats en -onderdl | ca. 1935                                        |                                                           | Rijksstraatweg bij 632                     | 52° 6' 28" NB, 4° 21' 40" OL | 511047 | Upload foto                                                                         |
| Beukenhorst, toegangshek aan de Zijdeweg | Tuin, park en plantsoen   | 1850-1900                                       |                                                           | Rijksstraatweg bij 632                     | 52° 6' 23" NB, 4° 21' 28" OL | 511052 | Meer afbeeldingen                                                                   |
| Beukenhorst, toegangshek aan de Rijksstraatweg | Tuin, park en plantsoen   | 1900                                            |                                                           | Rijksstraatweg bij 632                     | 52° 6' 30" NB, 4° 21' 46" OL | 511053 | Upload foto                                                                         |
| St. Bonifaciusschool | Onderwijs en wetenschap   | 1917                                            | J.J. (Co) Brandes, in samenwerking met J. Th. Wouters     | Kloosterland 5                             | 52° 8' 35" NB, 4° 23' 32" OL | 511196 | Meer afbeeldingen                                                                   |
| Zuydwijk: rentmeesterswoning met stal en melkhuis | Kasteel, buitenplaats     | 18e eeuw                                        |                                                           | Rijksstraatweg 247                         | 52° 8' 43" NB, 4° 25' 41" OL | 522218 | Meer afbeeldingen                                                                   |
| Zuydwijk: historische tuin- en parkaanleg | Tuin, park en plantsoen   | 15e-20e eeuw                                    | Daniel Marot en L.P.Zocher                                | Rijksstraatweg bij 247                     | 52° 8' 43" NB, 4° 25' 41" OL | 522219 | Meer afbeeldingen                                                                   |
| Zuydwijk: koetshuis | Bijgebouwen kastelen enz. | 18e eeuw                                        |                                                           | Rijksstraatweg bij 247                     | 52° 8' 44" NB, 4° 25' 40" OL | 522220 | Meer afbeeldingen                                                                   |
| Zuydwijk: tuinmuur met twee hekpijlers | Tuin, park en plantsoen   | 18e eeuw                                        |                                                           | Rijksstraatweg bij 247                     | 52° 8' 43" NB, 4° 25' 41" OL | 522221 | Upload foto                                                                         |
| Zuydwijk: druivenkas | Tuin, park en plantsoen   | begin 20e eeuw 17e eeuw (restant van bijgebouw) |                                                           | Rijksstraatweg bij 225                     | 52° 8' 44" NB, 4° 25' 43" OL | 522222 | Upload foto                                                                         |
| Zuydwijk: brugboog | Tuin, park en plantsoen   | 17e eeuw                                        |                                                           | Rijksstraatweg bij 225                     | 52° 8' 45" NB, 4° 25' 44" OL | 522223 | Upload foto                                                                         |
| Zuydwijk: brugboog | Tuin, park en plantsoen   | 17e eeuw                                        |                                                           | Rijksstraatweg bij 247                     | 52° 8' 38" NB, 4° 25' 42" OL | 522224 | Meer afbeeldingen                                                                   |
| Zuydwijk: toegangshek met pijlers | Tuin, park en plantsoen   | ca. 1900                                        |                                                           | Rijksstraatweg bij 247                     | 52° 8' 47" NB, 4° 25' 33" OL | 522225 | Meer afbeeldingen                                                                   |
| Zuydwijk: tuinmanswoning | Bijgebouwen kastelen enz. | 1912                                            | H.T. Mojet en G.T. Verboog                                | Rijksstraatweg 249                         | 52° 8' 47" NB, 4° 25' 33" OL | 522226 | Meer afbeeldingen                                                                   |
| Zuydwijk: pachtboerderij met schuur | Bijgebouwen kastelen enz. | 1907                                            | L. Hulsebos                                               | Rijksstraatweg 225                         | 52° 8' 51" NB, 4° 25' 40" OL | 522227 | Meer afbeeldingen                                                                   |
| Oosterbeek: tuin- en parkaanleg | Tuin, park en plantsoen   | 1791-1803                                       |                                                           | Park Oosterbeek 1                          | 52° 5' 55" NB, 4° 20' 29" OL | 522635 | Upload foto                                                                         |
| Oosterbeek: tuinmanswoning | Bijgebouwen kastelen enz. | midden 19e eeuw                                 | waarschijnlijk J.D. Zocher jr. en diens zoon L.P. Zocher  | Park Oosterbeek 2                          | 52° 5' 55" NB, 4° 20' 29" OL | 522636 | Upload foto                                                                         |
| Landhuis Duinauwe | Kasteel, buitenplaats     | 1911                                            | Adolf Broese van Groenou                                  | Groot Haesebroekseweg 12                   | 52° 8' 3" NB, 4° 22' 31" OL  | 524475 | Duinauwe Landhuis Duinauwe                                                          |
| Duinauwe, pergola | Tuin, park en plantsoen   | 1911 (omstreeks)                                |                                                           | Groot Haesebroekseweg bij 12               | 52° 8' 3" NB, 4° 22' 28" OL  | 524476 | Upload foto                                                                         |
| Duinauwe, tuinaanleg | Tuin, park en plantsoen   | 1911 (omstreeks)                                |                                                           | Groot Haesebroekseweg bij 12               | 52° 8' 3" NB, 4° 22' 31" OL  | 524477 | Upload foto                                                                         |
| De Pauwhof, landhuis | Kasteel, buitenplaats     | 1912                                            | Joseph Cuypers                                            | Paauwlaan 2a                               | 52° 8' 2" NB, 4° 23' 52" OL  | 524479 | Meer afbeeldingen                                                                   |
| De Pauwhof, garage | Opslag                    | 1912                                            | Joseph Cuypers                                            | Paauwlaan bij 2a                           | 52° 8' 2" NB, 4° 23' 52" OL  | 524480 | Meer afbeeldingen                                                                   |
| De Pauwhof, prieel | Tuin, park en plantsoen   | 1912                                            |                                                           | Paauwlaan bij 2a                           | 52° 8' 1" NB, 4° 23' 52" OL  | 524481 | Meer afbeeldingen                                                                   |
| De Pauwhof, brug | Brug                      | 1850                                            |                                                           | Paauwlaan bij 2a                           | 52° 8' 1" NB, 4° 23' 52" OL  | 524482 | Meer afbeeldingen                                                                   |
| Coromote, koetshuis/garage met dienstwoning | Dienstwoning              | 1924                                            |                                                           | Buurtweg 89                                | 52° 6' 54" NB, 4° 21' 4" OL  | 524484 | Upload foto                                                                         |
| Coromote, toegangshek | Kasteel, buitenplaats     | 1924                                            |                                                           | Buurtweg 91                                | 52° 6' 54" NB, 4° 21' 4" OL  | 524485 | Upload foto                                                                         |
| Coromote, woonhuis | Kasteel, buitenplaats     | 1924                                            | Samuel de Clercq                                          | Buurtweg 87-89                             | 52° 6' 55" NB, 4° 21' 4" OL  | 524486 | Upload foto                                                                         |
| Wiltzangk, woonhuis | Kasteel, buitenplaats     | 1915                                            | P. Musly                                                  | Rust en Vreugdlaan 5                       | 52° 7' 41" NB, 4° 23' 16" OL | 524488 | Wiltzangk, woonhuis                                                                 |
| Wiltzangk, tuinmanswoning | Dienstwoning              | 1912                                            | C. van Tol                                                | Rust en Vreugdlaan bij 5?                  | 52° 7' 41" NB, 4° 23' 16" OL | 524489 | Upload foto                                                                         |
| Wiltzangk, garage met (planten)kas | Opslag                    | ca. 1925                                        |                                                           | Rust en Vreugdlaan 5                       | 52° 7' 41" NB, 4° 23' 16" OL | 524490 | Upload foto                                                                         |
| Wiltzangk, pomphuis | Nutsbedrijf               | ca. 1922                                        |                                                           | Rust en Vreugdlaan 5                       | 52° 7' 41" NB, 4° 23' 16" OL | 524491 | Upload foto                                                                         |
| Wiltzangk, historische tuin- en parkaanleg | Tuin, park en plantsoen   | 1920 (omstreeks)                                | D.F. Tersteeg                                             | Rust en Vreugdlaan bij 5                   | 52° 7' 39" NB, 4° 23' 16" OL | 524492 | Wiltzangk, historische tuin- en parkaanleg                                          |
| Wiltzangk, boogbrug | Brug                      | 1915                                            |                                                           | Rust en Vreugdlaan 5                       | 52° 7' 39" NB, 4° 23' 16" OL | 524493 | Upload foto                                                                         |
| Wiltzangk, tuinbeeld | Tuin, park en plantsoen   | 1900-1915                                       |                                                           | Rust en Vreugdlaan 5                       | 52° 7' 39" NB, 4° 23' 16" OL | 524494 | Upload foto                                                                         |
| Wiltzangk, toegangshek | Erfscheiding              | 1900-1915                                       |                                                           | Rust en Vreugdlaan 5                       | 52° 7' 39" NB, 4° 23' 16" OL | 524495 | Upload foto                                                                         |
| Ter Veken, woonhuis | Kasteel, buitenplaats     | 1908-1911                                       | L.A.H. de Wolf                                            | Schouwweg 29                               | 52° 8' 11" NB, 4° 23' 11" OL | 524497 | Meer afbeeldingen                                                                   |
| Ter Veken, (automobiel)garage met dienstwoning | Opslag                    | 1911                                            | L.A.H. de Wolf                                            | Schouwweg 29                               | 52° 8' 11" NB, 4° 23' 11" OL | 524498 | Meer afbeeldingen                                                                   |
| Ter Veken, Toegangshek met brug | Erfscheiding              | 1900-1915                                       |                                                           | Schouwweg 29                               | 52° 8' 13" NB, 4° 23' 12" OL | 524499 | Meer afbeeldingen                                                                   |
| Ter Veken, tuin- en parkaanleg | Tuin, park en plantsoen   | 1908-1915                                       |                                                           | Schouwweg bij 29                           | 52° 8' 13" NB, 4° 23' 12" OL | 524500 | Meer afbeeldingen                                                                   |
| Ter Veken, moestuin en druivenserre | Tuin, park en plantsoen   | 1912                                            |                                                           | Schouwweg bij 29                           | 52° 8' 11" NB, 4° 23' 11" OL | 524501 | Upload foto                                                                         |
| Ter Veken, (geiten)schuur | Boerderij                 | 1913                                            |                                                           | Schouwweg bij 29                           | 52° 8' 11" NB, 4° 23' 11" OL | 524502 | Upload foto                                                                         |
| Arcadia, woonhuis | Kasteel, buitenplaats     | 1917                                            | S. Parqui                                                 | Schouwweg 87                               | 52° 7' 23" NB, 4° 22' 11" OL | 524504 | Meer afbeeldingen                                                                   |
| Arcadia, hekpijlers | Erfscheiding              | 1917                                            |                                                           | Schouwweg bij 87                           | 52° 7' 23" NB, 4° 22' 11" OL | 524505 | Meer afbeeldingen                                                                   |
| Arcadia, chauffeurswoning met (auto)garage en paardenstal | Dienstwoning              | 1917                                            | S. Parqui                                                 | Schouwweg 89                               | 52° 7' 23" NB, 4° 22' 11" OL | 524506 | Meer afbeeldingen                                                                   |
| Arcadia, tuinmanswoning | Dienstwoning              | 1921                                            | A.C.J. Achilles                                           | Groen van Prinstererlaan 2                 | 52° 7' 23" NB, 4° 22' 11" OL | 524507 | Upload foto                                                                         |
| Arcadia, schuur | Boerderij                 | 1919 (ca.)                                      |                                                           | Schouwweg bij 87                           | 52° 7' 23" NB, 4° 22' 11" OL | 524508 | Upload foto                                                                         |
| Arcadia, tuinaanleg | Tuin, park en plantsoen   | 1910-1920 (omstreeks)                           |                                                           | Schouwweg bij 87                           | 52° 7' 23" NB, 4° 22' 11" OL | 524509 | Upload foto                                                                         |
| Sint-Willibrorduskerk | Kerk en kerkonderdeel     | 1903-1905                                       | Nicolaas Molenaar sr.                                     | Kerkstraat 77                              | 52° 8' 23" NB, 4° 23' 30" OL | 524511 | Meer afbeeldingen                                                                   |
| Pastorie van de Sint-Willibrorduskerk | Kerkelijke dienstwoning   | 1906                                            | Nicolaas Molenaar sr.                                     | Kerkstraat 79                              | 52° 8' 23" NB, 4° 23' 26" OL | 524512 | Pastorie van de Sint-Willibrorduskerk                                               |
| Begraafplaats van de Sint-Willibrorduskerk | Begraafplaats en -onderdl | 1700-1799                                       |                                                           | Kerkstraat bij 75                          | 52° 8' 24" NB, 4° 23' 28" OL | 524513 | Meer afbeeldingen                                                                   |
| Kerk De Goede Herder | Kerk en kerkonderdeel     | 1931-1932                                       | Leo van der Laan en Jan van der Laan                      | Stoeplaan 4                                | 52° 7' 5" NB, 4° 22' 9" OL   | 524515 | Meer afbeeldingen                                                                   |
| Kosterwoning van de kerk De Goede Herder | Kerkelijke dienstwoning   | 1929-1931                                       | Leo van der Laan en Jan van der Laan                      | Stoeplaan 4a                               | 52° 7' 5" NB, 4° 22' 9" OL   | 524516 | Kosterwoning van de kerk De Goede Herder                                            |
| Lagere school bij de kerk De Goede Herder | Onderwijs en wetenschap   | 1925-1928                                       | Leo van der Laan en Jan van der Laan                      | Oud Wassenaarseweg 13                      | 52° 7' 8" NB, 4° 22' 8" OL   | 524517 | Meer afbeeldingen                                                                   |
| Eikenrode, woonhuis | Woonhuis                  | 1913                                            | Anthonie Pieter Smits en Hendrik Fels                     | Rijksstraatweg 392                         | 52° 8' 15" NB, 4° 24' 17" OL | 524519 | Meer afbeeldingen                                                                   |
| Eikenrode, dubbele Dienstwoning Eikenrode | Dienstwoning              | 1913                                            | Anthonie Pieter Smits en Hendrik Fels                     | Rijksstraatweg 390a                        | 52° 8' 16" NB, 4° 24' 20" OL | 524520 | Meer afbeeldingen                                                                   |
| Eikenrode, dienstwoning met garage | Dienstwoning              | 1913                                            | Smit en Fels                                              | Rijksstraatweg 392                         | 52° 8' 15" NB, 4° 24' 17" OL | 524521 | Upload foto                                                                         |
| Eikenrode, tuinaanleg | Tuin, park en plantsoen   | 1936                                            | Henri Roeters van Lennep                                  | Rijksstraatweg bij 392                     | 52° 8' 16" NB, 4° 24' 15" OL | 524522 | Meer afbeeldingen                                                                   |
| Boerderij Meijendel, schuur | Boerderij                 | 1830 (omstreeks)                                |                                                           | Meijendelseweg 40                          | 52° 7' 43" NB, 4° 19' 59" OL | 524529 | Meer afbeeldingen                                                                   |
| Boerderij Meijendel, woonhuis | Woonhuis                  | 1830 (omstreeks)                                |                                                           | Meijendelseweg 38                          | 52° 7' 43" NB, 4° 19' 59" OL | 524530 | Meer afbeeldingen                                                                   |
| Boerderij Meijendel, veestal | Boerderij                 | 1840                                            |                                                           | Meijendelseweg bij 36                      | 52° 7' 43" NB, 4° 19' 59" OL | 524531 | Meer afbeeldingen                                                                   |
| Plantsoen Burchtplein, aanleg | Tuin, park en plantsoen   | 1928                                            | J.J. Brandes en J.T. Wouters                              | Burchtplein                                | 52° 8' 25" NB, 4° 23' 38" OL | 524533 | Meer afbeeldingen                                                                   |
| Plantsoen Burchtplein, gedenkbank met pergola's | Straatmeubilair           | 1928                                            | J.J. Brandes                                              | Burchtplein                                | 52° 8' 25" NB, 4° 23' 38" OL | 524534 | Meer afbeeldingen                                                                   |
| Plantsoen Burchtplein, muziektent | Welzijn, kunst en cultuur | 1928                                            | J.J. Brandes                                              | Burchtplein                                | 52° 8' 25" NB, 4° 23' 38" OL | 524535 | Meer afbeeldingen                                                                   |
| De Rietvink, woonhuis | Kasteel, buitenplaats     | 1916/1924                                       | Th. Wouters, J.J. Brandes en Jan van der Lip              | Groen van Prinstererlaan 13                | 52° 7' 12" NB, 4° 21' 57" OL | 524537 | De Rietvink, woonhuis                                                               |
| De Rietvink, tuinaanleg met muur en hekpijlers | Tuin, park en plantsoen   | 1916                                            | J.J. Brandes                                              | Groen van Prinstererlaan bij 13            | 52° 7' 12" NB, 4° 21' 57" OL | 524538 | Meer afbeeldingen                                                                   |
| Haeseoord, woonhuis (voormalig Malepartus) | Kasteel, buitenplaats     | 1920                                            | Jos Souren                                                | Groot Haesebroekseweg 2                    | 52° 7' 58" NB, 4° 22' 48" OL | 524540 | Meer afbeeldingen                                                                   |
| Haeseoord, speelhuisje in cottagestijl | Sport en recreatie        | 1920 (omstreeks)                                |                                                           | Groot Haesebroekseweg bij 2                | 52° 7' 58" NB, 4° 22' 48" OL | 524541 | Meer afbeeldingen                                                                   |
| Joodse begraafplaats, aanleg | Begraafplaats en -onderdl | 1906 (vanaf)                                    |                                                           | Het Kerkehout 7                            | 52° 6' 40" NB, 4° 22' 14" OL | 524543 | Joodse begraafplaats, aanleg                                                        |
| Joodse begraafplaats, metaheerhuis | Begraafplaats en -onderdl | 1906-1907                                       | L. Simons                                                 | Het Kerkehout 6                            | 52° 6' 42" NB, 4° 22' 10" OL | 524544 | Meer afbeeldingen                                                                   |
| WAVO-park, bejaardenwoningen | Sociale zorg, liefdadigh. | 1927                                            | S. de Clerq                                               | Schouwweg 81                               | 52° 7' 31" NB, 4° 22' 31" OL | 524546 | Meer afbeeldingen                                                                   |
| WAVO-park, tuinaanleg | Tuin, park en plantsoen   | 1927                                            | S. de Clerq                                               | Schouwweg bij 81                           | 52° 7' 30" NB, 4° 22' 31" OL | 524547 | Meer afbeeldingen                                                                   |
| WAVO-park, toegangshekken | Erfscheiding              | 1927                                            | S. de Clerq                                               | Schouwweg bij 81                           | 52° 7' 31" NB, 4° 22' 26" OL | 524548 | Meer afbeeldingen                                                                   |
| WAVO-park, oeconomiegebouw of transformatorhuisje | Nutsbedrijf               | 1927                                            | S. de Clerq                                               | Schouwweg 81                               | 52° 7' 31" NB, 4° 22' 31" OL | 524549 | Upload foto                                                                         |
| Landhuis met garage en tuinmuur, gebouwd in opdracht van N.C. de Gijselaar | Kasteel, buitenplaats     | 1927                                            | E. Caron                                                  | Stoeplaan 1                                | 52° 7' 2" NB, 4° 22' 11" OL  | 524551 | Meer afbeeldingen                                                                   |
| Meyland, woonhuis | Kasteel, buitenplaats     | 1912, omstreeks                                 | P. Musly                                                  | Backershagenlaan 19                        | 52° 7' 48" NB, 4° 23' 9" OL  | 524554 | Meer afbeeldingen                                                                   |
| Meyland, tuinaanleg | Tuin, park en plantsoen   | 1920, omstreeks                                 | D.F. Tersteeg                                             | Backershagenlaan bij 19                    | 52° 7' 47" NB, 4° 23' 10" OL | 524555 | Upload foto                                                                         |
| Meyland, Portierswoning | Dienstwoning              | 1912                                            | P. Musly                                                  | Backershagenlaan 21                        | 52° 7' 48" NB, 4° 23' 9" OL  | 524556 | Meer afbeeldingen                                                                   |
| Meyland, koetshuis annex dienstwoning | Opslag                    | 1913 (omstreeks)                                | P. Musly                                                  | Backershagenlaan 17                        | 52° 7' 48" NB, 4° 23' 9" OL  | 524557 | Meer afbeeldingen                                                                   |
| Meyland, toegangsbrug | Brug                      | 1920, omstreeks                                 |                                                           | Backershagenlaan bij 19                    | 52° 7' 47" NB, 4° 23' 10" OL | 524558 | Meer afbeeldingen                                                                   |
| Meyland, tennishuisje | Sport en recreatie        | 1920, omstreeks                                 |                                                           | Backershagenlaan bij 19                    | 52° 7' 48" NB, 4° 23' 9" OL  | 524559 | Meer afbeeldingen                                                                   |
| Blanckenburg, woonhuis | Kasteel, buitenplaats     | 1917                                            | F.C. Koch                                                 | Buurtweg 36                                | 52° 7' 26" NB, 4° 21' 7" OL  | 524561 | Meer afbeeldingen                                                                   |
| Blanckenburg, tuin- en parkaanleg | Tuin, park en plantsoen   | 1600-1700                                       | Jan David Zocher (mogelijk)                               | Buurtweg bij 36                            | 52° 7' 12" NB, 4° 21' 2" OL  | 524562 | Upload foto                                                                         |
| Blanckenburg, boerderij Blankenhoeve | Boerderij                 | 1600-1700                                       |                                                           | Buurtweg 40                                | 52° 7' 15" NB, 4° 21' 6" OL  | 524563 | Upload foto                                                                         |
| Blanckenburg, herenhuis | Woonhuis                  | 1906 (omstreeks)                                | G.J. van der Mark (vermoedelijk)                          | Buurtweg 42                                | 52° 7' 14" NB, 4° 21' 5" OL  | 524564 | Meer afbeeldingen                                                                   |
| Blanckenburg, dienstwoning | Dienstwoning              | 1920                                            | F.C. Koch                                                 | Buurtweg 32                                | 52° 7' 12" NB, 4° 21' 27" OL | 524565 | Upload foto                                                                         |
| Blanckenburg, toegangshek | Erfscheiding              | 1916 (ca.)                                      |                                                           | Buurtweg bij 36                            | 52° 7' 22" NB, 4° 21' 12" OL | 524566 | Upload foto                                                                         |
| Blanckenburg, atelier | Werk-woonhuis             | 1929                                            | L. Cusell                                                 | Buurtweg 34                                | 52° 7' 26" NB, 4° 21' 11" OL | 524567 | Meer afbeeldingen                                                                   |
| Landgoed Voorlinden, woonhuis | Kasteel, buitenplaats     | 1912                                            | R.J. Johnston                                             | Buurtweg 90                                | 52° 7' 6" NB, 4° 20' 45" OL  | 524569 | Meer afbeeldingen                                                                   |
| Landgoed Voorlinden, pomphuis | Nutsbedrijf               | 1912                                            |                                                           | Buurtweg bij 90                            | 52° 7' 6" NB, 4° 20' 45" OL  | 524570 | Upload foto                                                                         |
| Landgoed Voorlinden, historische tuin- en parkaanleg | Tuin, park en plantsoen   | 1803-1835/1913, ca.                             | R.J. Johnston, Johan David Zocher Sr. en Jan David Zocher | Buurtweg bij 90                            | 52° 7' 3" NB, 4° 21' 6" OL   | 524571 | Upload foto                                                                         |
| Landgoed Voorlinden, portierswoning | Dienstwoning              | 1912                                            | R.J. Johnston                                             | Buurtweg 86                                | 52° 7' 6" NB, 4° 20' 45" OL  | 524572 | Upload foto                                                                         |
| Landgoed Voorlinden, hekpijlers | Erfscheiding              | 1912                                            |                                                           | Buurtweg 86                                | 52° 7' 6" NB, 4° 20' 50" OL  | 524573 | Landgoed Voorlinden, hekpijlers                                                     |
| Landgoed Voorlinden, koetshuis | Bijgebouwen kastelen enz. | 1912/1921                                       |                                                           | Buurtweg 88a                               | 52° 7' 6" NB, 4° 20' 45" OL  | 524574 | Upload foto                                                                         |
| Landgoed Voorlinden, koetsierswoning in Engelse Cottagestijl | Bijgebouwen kastelen enz. | 1912                                            |                                                           | Buurtweg 88                                | 52° 7' 6" NB, 4° 20' 45" OL  | 524575 | Upload foto                                                                         |
| Landgoed Voorlinden, dubbele dienstwoning | Dienstwoning              | 1912                                            | R.J. Johnston                                             | Buurtweg 94, 96                            | 52° 6' 57" NB, 4° 20' 52" OL | 524576 | Upload foto                                                                         |
| Landgoed Voorlinden, garage | Opslag                    | 1912                                            | R.J. Johnston                                             | Buurtweg 98                                | 52° 6' 57" NB, 4° 20' 52" OL | 524577 | Upload foto                                                                         |
| Landgoed Voorlinden, moestuinommuring | Erfscheiding              | 1700-1900                                       |                                                           | Buurtweg bij 98                            | 52° 6' 59" NB, 4° 20' 49" OL | 524578 | Upload foto                                                                         |
| Landgoed Voorlinden, tuinmuur | Tuin, park en plantsoen   | 1700-1800                                       |                                                           | Buurtweg bij 90                            | 52° 7' 6" NB, 4° 20' 50" OL  | 524579 | Upload foto                                                                         |
| Landgoed Voorlinden, tuinbank | Tuin, park en plantsoen   | 1919                                            |                                                           | Buurtweg bij 90                            | 52° 7' 6" NB, 4° 20' 50" OL  | 524580 | Upload foto                                                                         |
| Landgoed Voorlinden, hek | Erfscheiding              | 1913 (ca.)                                      |                                                           | Buurtweg bij 90                            | 52° 7' 6" NB, 4° 20' 50" OL  | 524581 | Meer afbeeldingen                                                                   |
| Groot Haesebroek, woonhuis | Kasteel, buitenplaats     | 1928-1929                                       | Henry Van de Velde                                        | Groot Haesebroekseweg 44                   | 52° 7' 42" NB, 4° 22' 2" OL  | 524583 | Groot Haesebroek, woonhuis                                                          |
| Groot Haesebroek, historische tuin- en parkaanleg | Tuin, park en plantsoen   | 1800-1900                                       |                                                           | Groot Haesebroekseweg bij 44               | 52° 7' 47" NB, 4° 22' 10" OL | 524584 | Upload foto                                                                         |
| Groot Haesebroek, moestuinensemble met kas en tuinmuur | Tuin, park en plantsoen   | begin 20e eeuw                                  |                                                           | Groot Haesebroekseweg bij 44               | 52° 7' 41" NB, 4° 22' 3" OL  | 524585 | Upload foto                                                                         |
| Groot Haesebroek, toegangshek | Erfscheiding              | 1928-1929                                       |                                                           | Groot Haesebroekseweg bij 44               | 52° 7' 41" NB, 4° 22' 3" OL  | 524586 | Upload foto                                                                         |
| Frisiastate, landhuis | Kasteel, buitenplaats     | 1910                                            | Z. Hoek en J.T. Wouters                                   | Lindelaan 2                                | 52° 7' 20" NB, 4° 22' 20" OL | 524594 | Meer afbeeldingen                                                                   |
| Frisiastate, koetshuis | Bijgebouwen kastelen enz. | 1910                                            | Z. Hoek en J.T. Wouters                                   | Groen van Prinstererlaan 1b                | 52° 7' 21" NB, 4° 22' 19" OL | 524595 | Meer afbeeldingen                                                                   |
| Frisiastate, portierswoning | Dienstwoning              | 1910                                            | Z. Hoek en J.T. Wouters                                   | Groen van Prinstererlaan 1c                | 52° 7' 20" NB, 4° 22' 16" OL | 524596 | Meer afbeeldingen                                                                   |
| Frisiastate, Moestuin met muur | Tuin, park en plantsoen   | 1910                                            |                                                           | Lindelaan bij 2                            | 52° 7' 20" NB, 4° 22' 19" OL | 524597 | Upload foto                                                                         |
| Oud Clingendaal, woonhuis | Kasteel, buitenplaats     | 1770/1868/1909                                  | B. de Baan                                                | Oud Clingendaal 1                          | 52° 6' 41" NB, 4° 22' 49" OL | 524599 | Oud Clingendaal, woonhuis                                                           |
| Oud Clingendaal, parkaanleg | Tuin, park en plantsoen   | 1868                                            |                                                           | Oud Clingendaal bij 1                      | 52° 6' 44" NB, 4° 22' 43" OL | 524600 | Upload foto                                                                         |
| Oud Clingendaal, hek | Erfscheiding              |                                                 |                                                           | Oud Clingendaal bij 1                      | 52° 6' 44" NB, 4° 22' 43" OL | 524601 | Upload foto                                                                         |
| Oud Clingendaal, dienstgebouwen | Dienstwoning              | 1915                                            | Wouters en Brandes                                        | Oud Clingendaal 2, 3, 4, 5                 | 52° 6' 41" NB, 4° 22' 49" OL | 524602 | Upload foto                                                                         |
| Garage en dienstwoning van landhuis Bloemert | Opslag                    | 1917                                            | G. van Hoogevest                                          | Raaphorstlaan 15                           | 52° 7' 4" NB, 4° 22' 57" OL  | 524605 | Garage en dienstwoning van landhuis Bloemert                                        |
| Schouwenhoek, woonhuis | Kasteel, buitenplaats     | 1928                                            | J.J. Brandes                                              | Schouwweg 102                              | 52° 7' 16" NB, 4° 21' 59" OL | 524611 | Schouwenhoek, woonhuis                                                              |
| Schouwenhoek, theekoepel | Tuin, park en plantsoen   | 1917-1918                                       | J.J. Brandes en J.T. Wouters                              | Schouwweg bij 102                          | 52° 7' 16" NB, 4° 21' 59" OL | 524612 | Meer afbeeldingen                                                                   |
| Villa Beukenhage | Woonhuis                  | 1913                                            | Meijers en Molema                                         | Rijksstraatweg 428                         | 52° 7' 57" NB, 4° 23' 49" OL | 524614 | Meer afbeeldingen                                                                   |
| Villa Beukenhage, dienstwoning | Dienstwoning              | 1913                                            | Meijers en Molema                                         | Paauwlaan 1                                | 52° 7' 59" NB, 4° 23' 49" OL | 524615 | Villa Beukenhage, dienstwoning                                                      |
| Maarheeze, woonhuis | Kasteel, buitenplaats     | 1914                                            | J.J. Brandes                                              | Rijksstraatweg 675                         | 52° 6' 54" NB, 4° 22' 32" OL | 524617 | Maarheeze, woonhuis                                                                 |
| Maarheze, tuin- en parkaanleg | Bijgebouwen kastelen enz. | 1917                                            | D.F. Tersteeg                                             | Rijksstraatweg bij 675                     | 52° 6' 54" NB, 4° 22' 32" OL | 524618 | Upload foto                                                                         |
| Maarheze, garage annex dienstwoning | Tuin, park en plantsoen   | 1914                                            | J.J. Brandes                                              | Rijksstraatweg 669                         | 52° 6' 58" NB, 4° 22' 35" OL | 524619 | Meer afbeeldingen                                                                   |
| De Boeckhorst, woonhuis | Kasteel, buitenplaats     | 1913                                            | J.J. Brandes                                              | Schouwweg 69                               | 52° 7' 50" NB, 4° 22' 47" OL | 524621 | Meer afbeeldingen                                                                   |
| De Boeckhorst, toegangshek | Erfscheiding              | 1913-1916                                       |                                                           | Schouwweg bij 69                           | 52° 7' 50" NB, 4° 22' 46" OL | 524622 | Meer afbeeldingen                                                                   |
| De Boeckhorst, brug in art-decostijl | Brug                      | 1914                                            |                                                           | Schouwweg bij 69                           | 52° 7' 50" NB, 4° 22' 46" OL | 524623 | Meer afbeeldingen                                                                   |
| De Boeckhorst, Dubbele dienstwoning | Dienstwoning              | 1913-1916 en 1936                               | J.J. Brandes                                              | Schouwweg 68                               | 52° 7' 49" NB, 4° 22' 50" OL | 524624 | Meer afbeeldingen                                                                   |
| Nijenstede, woonhuis | Kasteel, buitenplaats     | 1915                                            | J.T. Wouters en J.J. Brandes                              | Schouwweg 107                              | 52° 7' 13" NB, 4° 21' 54" OL | 524626 | Meer afbeeldingen                                                                   |
| Nijenstede, garage | Bijgebouwen kastelen enz. | 1915                                            | J.T. Wouters en J.J. Brandes                              | Schouwweg 107                              | 52° 7' 13" NB, 4° 21' 54" OL | 524627 | Meer afbeeldingen                                                                   |
| Nijenstede, tuinaanleg met muur en toegangshek | Tuin, park en plantsoen   | 1900-1925                                       |                                                           | Schouwweg bij 107                          | 52° 7' 13" NB, 4° 21' 54" OL | 524628 | Meer afbeeldingen                                                                   |
| De Wittenburg, woonhuis | Kasteel, buitenplaats     | 1899-1900                                       | J.J. van Nieukerken                                       | Landgoed De Wittenburg 1                   | 52° 6' 40" NB, 4° 21' 52" OL | 524630 | Meer afbeeldingen                                                                   |
| De Wittenburg, tuin- en parkaanleg | Tuin, park en plantsoen   | 1900 (ca.)/1910                                 | J. Copijn en L.A. Springer                                | Landgoed de Wittenburg bij 1               | 52° 6' 40" NB, 4° 21' 52" OL | 524631 | Meer afbeeldingen                                                                   |
| De Wittenburg, dienstwoning | Dienstwoning              | 1899-1900                                       | J.J. van Nieukerken                                       | Landgoed De Wittenburg 2                   | 52° 6' 43" NB, 4° 21' 53" OL | 524632 | Meer afbeeldingen                                                                   |
| De Wittenburg, hekpijlers bij de neventoegang aan de Rijksstraatweg | Erfscheiding              | begin 20e eeuw                                  |                                                           | Landgoed De Wittenburg bij 1               | 52° 6' 40" NB, 4° 21' 46" OL | 524633 | Meer afbeeldingen                                                                   |
| De Wittenburg, koetshuis | Bijgebouwen kastelen enz. | 1899-1900                                       | J.J. van Nieukerken                                       | Landgoed De Wittenburg 3                   | 52° 6' 41" NB, 4° 21' 55" OL | 524634 | Meer afbeeldingen                                                                   |
| De Wittenburg, portierswoning | Dienstwoning              | 1899-1900                                       | J.J. van Nieukerken                                       | Verlengde Kerkeboslaan 42                  | 52° 6' 38" NB, 4° 21' 57" OL | 524635 | Meer afbeeldingen                                                                   |
| De Wittenburg, pergola | Tuin, park en plantsoen   | 1900-1915                                       |                                                           | Landgoed De Wittenburg bij 1               | 52° 6' 40" NB, 4° 21' 46" OL | 524636 | Upload foto                                                                         |
| De Wittenburg, gietijzeren lantaarns | Straatmeubilair           | 1900-1915                                       |                                                           | Landgoed De Wittenburg bij 1               | 52° 6' 41" NB, 4° 21' 53" OL | 524637 | Meer afbeeldingen                                                                   |
| De Wittenburg, brug | Brug                      | 1900-1915                                       |                                                           | Landgoed De Wittenburg bij 1               | 52° 6' 40" NB, 4° 21' 46" OL | 524638 | Meer afbeeldingen                                                                   |
| De Wittenburg, hekpijlers bij de hoofdentree tot de buitenplaats aan de Rijksstraatweg | Erfscheiding              | 1900                                            |                                                           | Landgoed De Wittenburg bij 1               | 52° 6' 40" NB, 4° 21' 46" OL | 524639 | Upload foto                                                                         |
| De Wittenburg, hekpijlers bij de entree tot de buitenplaats aan de Bloemcamplaan | Erfscheiding              | 1900                                            |                                                           | Landgoed De Wittenburg bij 1               | 52° 6' 40" NB, 4° 21' 46" OL | 524640 | Meer afbeeldingen                                                                   |
| De Wittenburg, ijskelder | Tuin, park en plantsoen   | 1900                                            |                                                           | Landgoed De Wittenburg bij 1               | 52° 6' 40" NB, 4° 21' 46" OL | 524641 | Meer afbeeldingen                                                                   |
| Woonhuis van het type landhuis in Neo-Hollandse Renaissance stijl | Kasteel, buitenplaats     | 1923                                            | M.E. van de Wall                                          | Raadhuislaan 1                             | 52° 8' 13" NB, 4° 24' 11" OL | 524642 | Woonhuis van het type landhuis in Neo-Hollandse Renaissance stijl                   |
| Herenhuis met boerderij | Boerderij                 | 1904                                            |                                                           | Persijnlaan 12                             | 52° 6' 27" NB, 4° 21' 55" OL | 524643 | Upload foto                                                                         |
| Villa "Groot Hoefijzer": Woonhuis van het type landhuis in Expressionistische stijl | Kasteel, buitenplaats     | 1930-1931                                       | W. Hamdorff                                               | Bloemcamplaan 57                           | 52° 6' 46" NB, 4° 21' 42" OL | 524644 | Villa "Groot Hoefijzer": Woonhuis van het type landhuis in Expressionistische stijl |
| Koffiehuisje in Chaletstijl | Horeca                    | ca. 1915                                        |                                                           | Buurtweg 116                               | 52° 6' 47" NB, 4° 20' 48" OL | 524645 | Meer afbeeldingen                                                                   |
| Helene Anna Hof | Kasteel, buitenplaats     | 1928                                            | F. Stam                                                   | Van der Doeslaan 1                         | 52° 9' 29" NB, 4° 23' 2" OL  | 524646 | Helene Anna Hof                                                                     |
| Baldershage | Kasteel, buitenplaats     | 1915                                            |                                                           | Duinweg 14                                 | 52° 7' 40" NB, 4° 21' 46" OL | 524647 | Meer afbeeldingen                                                                   |
| Villa Zonnehof | Woonhuis                  | 1920                                            | Joh. Mutters                                              | Julianaweg 8                               | 52° 7' 31" NB, 4° 21' 33" OL | 524648 | Villa Zonnehof                                                                      |
| Villa, oorspronkelijk notariswoning | Woonhuis                  | 1911                                            | W. Fontein                                                | Lange Kerkdam 3                            | 52° 8' 33" NB, 4° 23' 49" OL | 524649 | Upload foto                                                                         |
| Ymkerhoeve | Kasteel, buitenplaats     | 1938-1939                                       | J. van Erven Doorns                                       | Lijsterlaan 2                              | 52° 7' 51" NB, 4° 22' 41" OL | 524650 | Ymkerhoeve                                                                          |
| Villa met garage, tuinaanleg en toegangshek in expressionistische landhuistijl | Woonhuis                  | 1927                                            | H.F. Mertens                                              | Van der Oudermeulenlaan 11                 | 52° 7' 0" NB, 4° 22' 15" OL  | 524651 | Villa met garage, tuinaanleg en toegangshek in expressionistische landhuistijl      |
| Toren in een historiserende stijl bij de voormalige boerderij "Vreeburg" | Woonhuis                  | 1850                                            |                                                           | Van Wijnbergenlaan 9                       | 52° 8' 37" NB, 4° 23' 13" OL | 524652 | Meer afbeeldingen                                                                   |
| De Veste: woonhuis met bijbehorende toegangshek | Kasteel, buitenplaats     | 1920-1921                                       | J.W.E. Buijs & J.B. Lürsen                                | Willem III-laan 1                          | 52° 7' 19" NB, 4° 21' 41" OL | 524653 | De Veste: woonhuis met bijbehorende toegangshek                                     |
| Casa Cara: woonhuis met garage | Woonhuis                  | 1925                                            | N.H.W. Scholte                                            | Wilhelminaplein 8                          | 52° 7' 27" NB, 4° 21' 48" OL | 524654 | Casa Cara: woonhuis met garage                                                      |
| Woonhuis van de architect | Woonhuis                  | 1922                                            | Alexander Kropholler                                      | Zijdeweg 5                                 | 52° 6' 45" NB, 4° 20' 56" OL | 524655 | Meer afbeeldingen                                                                   |
| Vreehorst: woonhuis met hek | Woonhuis                  | 1904                                            | J. Olthuis                                                | Rijksstraatweg 635                         | 52° 7' 8" NB, 4° 22' 54" OL  | 524656 | Upload foto                                                                         |
| Woonhuis van de architect met aangebouwde kas en tuinmuren | Woonhuis                  | 1914                                            | J.W. Bosboom                                              | Rijksstraatweg 775                         | 52° 6' 39" NB, 4° 22' 4" OL  | 524657 | Woonhuis van de architect met aangebouwde kas en tuinmuren                          |
| Alpina | Kasteel, buitenplaats     | 1932                                            | F.A. Eschauzier                                           | Raaphorstlaan 17b                          | 52° 6' 60" NB, 4° 23' 9" OL  | 524658 | Alpina                                                                              |
| Wilhelminaplein, plantsoenaanleg | Tuin, park en plantsoen   | 1915 (ca.)                                      | Johannes Mutters Jr.                                      | Wilhelminaplein                            | 52° 7' 29" NB, 4° 21' 46" OL | 524659 | Meer afbeeldingen                                                                   |
| Landhuis Het Dok met tuin en tuinhuisje | Kasteel, buitenplaats     | 1906-1907                                       | H. van Heeswijk                                           | Eikendael 5 en 5a                          | 52° 7' 16" NB, 4° 23' 1" OL  | 524660 | Upload foto                                                                         |
| Boerderij "Het klein hoefijzer" | Boerderij                 | 1850 (ca.)                                      |                                                           | Laan van Koot 20                           | 52° 6' 49" NB, 4° 21' 21" OL | 524661 | Upload foto                                                                         |
| Landhuis met garage | Kasteel, buitenplaats     | 1928                                            | Henk Wouda                                                | Van der Oudermeulenlaan 4                  | 52° 6' 59" NB, 4° 22' 24" OL | 524662 | Landhuis met garage                                                                 |
| Klein Haesebroek: woonhuis me tbijbehorende terrasaanleg | Kasteel, buitenplaats     | 1910                                            | Z. Hoek en J. Th. Wouters                                 | Schouwweg 106                              | 52° 7' 15" NB, 4° 21' 52" OL | 524663 | Meer afbeeldingen                                                                   |
| Klein Rust en Vreugd | Kasteel, buitenplaats     | 1920                                            | J.T. Wouters                                              | Van der Oudermeulenlaan 20                 | 52° 7' 9" NB, 4° 22' 19" OL  | 524664 | Meer afbeeldingen                                                                   |
| het Baljuwhuis, statig herenhuis met wapen Wassenaer als bekroning der middenpartij | Kasteel, buitenplaats     | 1742-1745 (vanaf)                               |                                                           | Plein 1                                    | 52° 8' 42" NB, 4° 23' 30" OL | 525049 | Meer afbeeldingen                                                                   |
| Baljuwhuis, tuinaanleg | Tuin, park en plantsoen   | 18e eeuw en 1954                                | Mien Ruys                                                 | Plein bij 1                                | 52° 8' 36" NB, 4° 23' 26" OL | 525050 | Upload foto                                                                         |
| Baljuwhuis, koetshuis en muur | Bijgebouwen kastelen enz. | 1730                                            |                                                           | Plein bij 1                                | 52° 8' 42" NB, 4° 23' 30" OL | 525051 | Meer afbeeldingen                                                                   |
| Baljuwhuis, westelijke tuinmuur | Tuin, park en plantsoen   | 1730                                            |                                                           | Plein bij 1                                | 52° 8' 40" NB, 4° 23' 27" OL | 525052 | Meer afbeeldingen                                                                   |
| Baljuwhuis, oostelijke tuinmuur | Tuin, park en plantsoen   | 1730                                            |                                                           | Plein bij 1                                | 52° 8' 40" NB, 4° 23' 27" OL | 525053 | Meer afbeeldingen                                                                   |
| Boerderij behorend tot het baljuwhuis | Bijgebouwen kastelen enz. | 18e eeuw (vermoedelijk)                         |                                                           | Gang 14                                    | 52° 8' 38" NB, 4° 23' 28" OL | 525054 | baljuwhuis Boerderij behorend tot het baljuwhuis                                    |
| Raaphorst, rentmeesterwoning met schuur | Bijgebouwen kastelen enz. | 1670-1680 (vanaf)                               |                                                           | Raaphorst 2, 3                             | 52° 7' 45" NB, 4° 24' 28" OL | 525196 | Raaphorst, rentmeesterwoning met schuur                                             |
| Raaphorst, parkaanleg | Tuin, park en plantsoen   | 1800 (ca.)/1854-1858                            | Johan David Zocher Sr. en C.E.A. Petzold                  | Raaphorst bij 2                            | 52° 7' 41" NB, 4° 24' 28" OL | 525198 | Upload foto                                                                         |
| Raaphorst, schiethuis met schietdoel | Bijgebouwen kastelen enz. | 1860-1861                                       | H.H.A. Wentzel                                            | Raaphorst 6                                | 52° 8' 3" NB, 4° 24' 22" OL  | 525201 | Meer afbeeldingen                                                                   |
| Raaphorst, theekoepel op de Seringenberg | Bijgebouwen kastelen enz. | 1791-1792                                       |                                                           | Raaphorst bij 2                            | 52° 7' 50" NB, 4° 23' 58" OL | 525202 | Meer afbeeldingen                                                                   |
| Raaphorst, botenhuis annex uitkijkpost | Bijgebouwen kastelen enz. | 1855 (omstreeks)                                | H.H.A. Wentzel                                            | Raaphorst bij 6                            | 52° 8' 4" NB, 4° 24' 28" OL  | 525204 | Meer afbeeldingen                                                                   |
| Raaphorst, dienstwoning in Eclectische stijl | Bijgebouwen kastelen enz. | 1838-1845 (circa)                               |                                                           | Raaphorst 1                                | 52° 7' 50" NB, 4° 24' 43" OL | 525205 | Upload foto                                                                         |
| Raaphorst, dienstwoning in Eclectische stijl | Bijgebouwen kastelen enz. | 1840-1860                                       | H.H.A. Wentzel (toegeschreven)                            | Rijksstraatweg 519                         | 52° 8' 5" NB, 4° 24' 8" OL   | 525206 | Upload foto                                                                         |
| Raaphorst, grenspaal nabij het toegangshek | Tuin, park en plantsoen   | 19e eeuw                                        |                                                           | Raaphorst bij 2                            | 52° 8' 10" NB, 4° 24' 45" OL | 525207 | Upload foto                                                                         |
| Raaphorst, grenspaal jachtgebied van prins Frederik | Tuin, park en plantsoen   | Tussen 1838 en 1846                             |                                                           | Raaphorst bij 2                            | 52° 8' 10" NB, 4° 24' 45" OL | 525208 | Meer afbeeldingen                                                                   |
| Raaphorst, toegangshek | Tuin, park en plantsoen   | 18e eeuw 1945 (verplaatst)                      |                                                           | Raaphorst bij 2                            | 52° 8' 10" NB, 4° 24' 47" OL | 525209 | Meer afbeeldingen                                                                   |
| Raaphorst, ijskelder | Tuin, park en plantsoen   | 19e eeuw                                        |                                                           | Rijksstraatweg bij 519                     | 52° 8' 4" NB, 4° 24' 6" OL   | 525210 | Upload foto                                                                         |
| Raaphorst, schuur met voorgevel in een eclectische, aan de neogotiek verwante bouwstijl | Bijgebouwen kastelen enz. | ca. 1860                                        |                                                           | Raaphorst bij 2                            | 52° 7' 59" NB, 4° 24' 21" OL | 525211 | Upload foto                                                                         |
| Raaphorst, schuur in ambachtelijk-traditionele bouwtrant | Bijgebouwen kastelen enz. | 1880-1910                                       |                                                           | Raaphorst bij 2                            | 52° 7' 60" NB, 4° 24' 18" OL | 525212 | Upload foto                                                                         |
| Raaphorst, schuur in ambachtelijk-traditionele bouwtrant | Bijgebouwen kastelen enz. | 1880-1910                                       |                                                           | Raaphorst bij 2                            | 52° 7' 58" NB, 4° 24' 24" OL | 525213 | Upload foto                                                                         |
| Raaphorst, brug | Tuin, park en plantsoen   | 1840-1860                                       |                                                           | Raaphorst bij 2                            | 52° 7' 58" NB, 4° 24' 19" OL | 525214 | Meer afbeeldingen                                                                   |
| Villa Ruys | Kasteel, buitenplaats     | 1914-1916                                       | L.J. Zaaijer                                              | Paauwlaan 6                                | 52° 8' 7" NB, 4° 23' 43" OL  | 525759 | Villa Ruys                                                                          |
| Villa Ruys, Tuinmanswoning | Dienstwoning              | 1914-1916                                       | L.J. Zaaijer                                              | Paauwlaan 4                                | 52° 8' 4" NB, 4° 23' 43" OL  | 525762 | Villa Ruys, Tuinmanswoning                                                          |
| Villa Ruys, (Auto)garage met paardenstallen, wagenbergplaats en bovenwoning | Dienstwoning              | 1914-1916                                       | L.J. Zaaijer                                              | Paauwlaan 8                                | 52° 8' 6" NB, 4° 23' 42" OL  | 525766 | Villa Ruys, (Auto)garage met paardenstallen, wagenbergplaats en bovenwoning         |
| Villa Ruys, Brug met toegangshek | Brug                      | 1914-1916                                       | L.J. Zaaijer                                              | Paauwlaan bij 6                            | 52° 8' 6" NB, 4° 23' 42" OL  | 525784 | Meer afbeeldingen                                                                   |
| Villa Ruys, Tuin- en terrasaanleg | Tuin, park en plantsoen   | 1914-1916                                       | L.J. Zaaijer                                              | Paauwlaan bij 6                            | 52° 8' 7" NB, 4° 23' 43" OL  | 525788 | Meer afbeeldingen                                                                   |
| Villa Ruys, Tuinmuur en moestuin | Tuin, park en plantsoen   | ca. 1915                                        |                                                           | Paauwlaan bij 6                            | 52° 8' 7" NB, 4° 23' 38" OL  | 525790 | Meer afbeeldingen                                                                   |
| Villa Ruys, Schuur in cottagestijl | Bijgebouwen kastelen enz. | begin 20e eeuw                                  |                                                           | Paauwlaan bij 6                            | 52° 8' 7" NB, 4° 23' 38" OL  | 525791 | Meer afbeeldingen                                                                   |
| Villa Ruys, Schuur in ambachtelijk-traditionele bouwtrant | Bijgebouwen kastelen enz. | vroeg 20e eeuw                                  |                                                           | Paauwlaan bij 6                            | 52° 8' 9" NB, 4° 23' 44" OL  | 525793 | Meer afbeeldingen                                                                   |
| Coromote: terrasaanleg | Kasteel, buitenplaats     | 1924                                            |                                                           | Buurtweg 87/89/91                          | 52° 6' 54" NB, 4° 21' 4" OL  | 525898 | Upload foto                                                                         |
| De Wittenburg, brug | Brug                      | begin 20e eeuw                                  |                                                           | Landgoed De Wittenburg bij 1               | 52° 6' 40" NB, 4° 21' 46" OL | 525899 | Meer afbeeldingen                                                                   |
| Grenspaal de Wittenburg, met inscriptie H.M.S., verwijzend naar jhr. Helenus Marius Speelman, die in 1899 het kasteel kocht. | Tuin, park en plantsoen   |                                                 |                                                           | Landgoed De Wittenburg bij 1               | 52° 6' 40" NB, 4° 21' 46" OL | 525900 | Meer afbeeldingen                                                                   |
| Maarheeze, toegangshek in de trant van de Amsterdamse School | Tuin, park en plantsoen   | 1914                                            |                                                           | Rijksstraatweg bij 675                     | 52° 6' 54" NB, 4° 22' 30" OL | 525901 | Upload foto                                                                         |
| Meyland, hondenhok | Kasteel, buitenplaats     | eerste kwart 20e eeuw                           |                                                           | Backershagenlaan bij 19                    | 52° 7' 48" NB, 4° 23' 9" OL  | 525945 | Upload foto                                                                         |
| Pauwhof: tuinornamenten | Tuin, park en plantsoen   | 18e/19e eeuw                                    |                                                           | Paauwlaan bij 2a                           | 52° 8' 1" NB, 4° 23' 51" OL  | 525977 | Meer afbeeldingen                                                                   |
| Landgoed Clingendael, landhuis | Kasteel, buitenplaats     | 1570-1600                                       |                                                           | Clingendaal 7                              | 52° 5' 50" NB, 4° 19' 57" OL | 525978 | Meer afbeeldingen                                                                   |
| Landgoed Clingendael: historische tuin- en parkaanleg | Tuin, park en plantsoen   | 17e eeuw                                        |                                                           | Clingendaal bij 7                          | 52° 6' 4" NB, 4° 19' 52" OL  | 525985 | Landgoed Clingendael: historische tuin- en parkaanleg                               |
| Landgoed Clingendael: toegangshek | Tuin, park en plantsoen   | 1900-1910                                       |                                                           | Clingendaal bij 1                          | 52° 5' 53" NB, 4° 19' 32" OL | 525986 | Landgoed Clingendael: toegangshek                                                   |
| Landgoed Clingendael: paarden- en koetshuis | Bijgebouwen kastelen enz. | ca. 1680-1690                                   |                                                           | Clingendaal 8, 9, 10, 11                   | 52° 5' 50" NB, 4° 19' 57" OL | 525987 | Landgoed Clingendael: paarden- en koetshuis                                         |
| Landgoed Clingendael: tuinmanswoning | Bijgebouwen kastelen enz. | 1914                                            |                                                           | Clingendaal 1                              | 52° 5' 50" NB, 4° 19' 57" OL | 525989 | Landgoed Clingendael: tuinmanswoning                                                |
| Landgoed Clingendael: wachthuisje | Bijgebouwen kastelen enz. | ca. 1940                                        |                                                           | Clingendaal 2                              | 52° 5' 50" NB, 4° 19' 57" OL | 525990 | Landgoed Clingendael: wachthuisje                                                   |
| Landgoed Clingendael: boerderij, schuur en tuinmuur | Bijgebouwen kastelen enz. | 1905 (boerderij)                                |                                                           | Clingendaal 5                              | 52° 5' 55" NB, 4° 19' 48" OL | 525991 | Upload foto                                                                         |
| Landgoed Clingendael: schuur | Bijgebouwen kastelen enz. | 19e eeuw                                        |                                                           | Clingendaal bij 5                          | 52° 5' 56" NB, 4° 19' 45" OL | 525992 | Upload foto                                                                         |
| Landgoed Clingendael: wachtgebouw | Tuin, park en plantsoen   | 1941                                            |                                                           | Clingendaal bij 5                          | 52° 5' 55" NB, 4° 19' 44" OL | 525993 | Upload foto                                                                         |
| Landgoed Clingendael: tuinmuur | Bijgebouwen kastelen enz. | 1941                                            |                                                           | Clingendaal 12                             | 52° 5' 59" NB, 4° 19' 36" OL | 525996 | Upload foto                                                                         |
| Landgoed Clingendael: timmermanswerkplaats annex machinekamer | Bijgebouwen kastelen enz. | 1914-1916                                       |                                                           | Clingendaal 12a                            | 52° 5' 50" NB, 4° 19' 57" OL | 525997 | Upload foto                                                                         |
| Landgoed Clingendael: dienstwoningen | Bijgebouwen kastelen enz. | 1913-1916                                       |                                                           | Clingendaal 14                             | 52° 5' 60" NB, 4° 19' 32" OL | 525998 | Upload foto                                                                         |
| Landgoed Clingendael: dienstwoningen | Bijgebouwen kastelen enz. | 1913-1916                                       |                                                           | Clingendaal 15                             | 52° 5' 60" NB, 4° 19' 32" OL | 525999 | Upload foto                                                                         |
| Landgoed Clingendael: logeerhuis | Bijgebouwen kastelen enz. | 1895 (eerste vermelding)                        |                                                           | Clingendaal 6                              | 52° 5' 59" NB, 4° 19' 36" OL | 526000 | Upload foto                                                                         |
| Landgoed Clingendael: schuur | Bijgebouwen kastelen enz. | ca. 1915                                        |                                                           | Clingendaal 13                             | 52° 5' 59" NB, 4° 19' 36" OL | 526001 | Upload foto                                                                         |
| Landgoed Clingendael: slangemuur | Tuin, park en plantsoen   | 1727-1733 ca. 1986 (restauratie)                |                                                           | Clingendaal bij 8, 9, 10                   | 52° 5' 55" NB, 4° 19' 49" OL | 526002 | Meer afbeeldingen                                                                   |
| Landgoed Clingendael: lantaarnpaal | Tuin, park en plantsoen   | 1890-1910                                       |                                                           | Clingendaal bij 7                          | 52° 5' 55" NB, 4° 19' 49" OL | 526003 | Upload foto                                                                         |
| Landgoed Clingendael: bordestrap | Tuin, park en plantsoen   | 1887                                            | L.A. Springer                                             | Clingendaal bij 7                          | 52° 5' 59" NB, 4° 19' 36" OL | 526004 | Landgoed Clingendael: bordestrap                                                    |
| Landgoed Clingendael: tennishuisje | Bijgebouwen kastelen enz. | ca. 1900                                        |                                                           | Clingendaal bij 7                          | 52° 6' 5" NB, 4° 19' 47" OL  | 526005 | Landgoed Clingendael: tennishuisje                                                  |
| Landgoed Clingendael: inrichting van de Japanse tuin | Tuin, park en plantsoen   | 1900                                            | T.J. Dinn                                                 | Clingendaal bij 7                          | 52° 5' 58" NB, 4° 20' 2" OL  | 526008 | Landgoed Clingendael: inrichting van de Japanse tuin                                |
| Landgoed Clingendael: sokkel met zonnewijzer | Tuin, park en plantsoen   | 1900                                            |                                                           | Clingendaal bij 7                          | 52° 5' 58" NB, 4° 20' 2" OL  | 526009 | Upload foto                                                                         |
| Landgoed Clingendael: tuinmuur met kas | Tuin, park en plantsoen   | 1900                                            |                                                           | Clingendaal bij 7                          | 52° 5' 58" NB, 4° 20' 2" OL  | 526010 | Upload foto                                                                         |
| Blankenburgh: muur en toegangspoort | Tuin, park en plantsoen   | 17e eeuw                                        |                                                           | Buurtweg bij 36                            | 52° 7' 24" NB, 4° 21' 15" OL | 526020 | Upload foto                                                                         |
| Wagenschuur en hooischuur bij "Achterbaanhoeve" | Boerderij                 | 19e eeuw                                        |                                                           | Raaphorstlaan 1                            | 52° 7' 12" NB, 4° 23' 42" OL | 526072 | Meer afbeeldingen                                                                   |
| Grenspaal geplaatst in opdracht van Marie zu Wied | Tuin, park en plantsoen   | laatste kwart 19e eeuw                          |                                                           | bij Papeweg                                | 52° 8' 25" NB, 4° 22' 26" OL | 526074 | Upload foto                                                                         |
| Rijnlands Lyceum | School                    | 1939                                            | J.P. Kloos                                                | Backershagenlaan 5                         | 52° 7' 56" NB, 4° 23' 21" OL | 527709 | Rijnlands Lyceum                                                                    |
| Oud Wassenaar: landhuis | Kasteel, buitenplaats     | 1843-1922                                       | C. Muysken                                                | Park Oud Wassenaar 1                       | 52° 7' 16" NB, 4° 22' 18" OL | 508020 | Meer afbeeldingen                                                                   |
| Oud Wassenaar: historische tuin- en parkaanleg | Tuin, park en plantsoen   | 1876-1879                                       | C.E.A. Petzold                                            | Park Oud Wassenaar bij 1                   | 52° 7' 30" NB, 4° 22' 31" OL | 508022 | Meer afbeeldingen                                                                   |
| Oud Wassenaar: voormalige dienstwoning | Dienstwoning              | 1876-1877 (bouw) ca. 1920 (verb.)               | C. Muysken (bouw) J.J. Brandes (verb.)                    | Schouwweg 92                               | 52° 7' 20" NB, 4° 22' 6" OL  | 508032 | Meer afbeeldingen                                                                   |
| Oud Wassenaar: pergola | Tuin, park en plantsoen   | 1876-1877                                       | C. Muysken                                                | Schouwweg bij 92                           | 52° 7' 20" NB, 4° 22' 5" OL  | 508033 | Meer afbeeldingen                                                                   |
| Johannahuis: verzorgingstehuis | Sociale zorg, liefdadigh. | 1929-1931                                       | S. de Clerq                                               | Schouwweg 72                               | 52° 7' 37" NB, 4° 22' 42" OL | 520455 | Meer afbeeldingen                                                                   |
| Ivicke: woonhuis | Kasteel, buitenplaats     | 1913-1914                                       |                                                           | Rust en Vreugdlaan 2                       | 52° 7' 30" NB, 4° 23' 11" OL | 524524 | Meer afbeeldingen                                                                   |
| Ivicke: historische aanleg | Tuin, park en plantsoen   | ca. 1775-1780 (aanleg) ca. 1854 (uitbr.)        | J.G. Michael                                              | Rust en Vreugdlaan bij 2                   | 52° 7' 31" NB, 4° 23' 9" OL  | 524525 | Upload foto                                                                         |
| Stugan: speelhuisje | Sport en recreatie        | 1913                                            | G.J. van der Mark                                         | Rust en Vreugdlaan bij 2                   | 52° 7' 30" NB, 4° 23' 11" OL | 524526 | Upload foto                                                                         |
| Ivicke: toegangshek | Erfscheiding              | 1912-1914                                       | G.J. van der Mark                                         | Rust en Vreugdlaan bij 2                   | 52° 7' 30" NB, 4° 23' 9" OL  | 524527 | Meer afbeeldingen                                                                   |
| De Vrije Blick: landhuis | Kasteel, buitenplaats     | 1917                                            | W.A. Lensvelt                                             | Hertelaan 14                               | 52° 8' 13" NB, 4° 22' 48" OL | 524588 | Upload foto                                                                         |
| De Vrije Blick: tuin- en parkaanleg met tuinkoepeltje | Tuin, park en plantsoen   | 1917                                            | W.A. Lensvelt H. Copijn                                   | Hertelaan bij 14                           | 52° 8' 11" NB, 4° 22' 49" OL | 524589 | Upload foto                                                                         |
| De Vrije Blick: portierswoning | Dienstwoning              | 1917                                            | W.A. Lensvelt                                             | Hertelaan 11                               | 52° 8' 12" NB, 4° 22' 48" OL | 524590 | Upload foto                                                                         |
| De Vrije Blick: toegangshek | Erfscheiding              | 1917                                            | W.A. Lensvelt                                             | Hertelaan bij 11                           | 52° 8' 13" NB, 4° 22' 48" OL | 524591 | Upload foto                                                                         |
| De Vrije Blick: koetshuis | Bijgebouwen kastelen enz. | 1917                                            | W.A. Lensvelt                                             | Hertelaan 15                               | 52° 8' 15" NB, 4° 22' 37" OL | 524592 | Upload foto                                                                         |
| Eikenhorst: dienstwoning | Bijgebouwen kastelen enz. | 1927 (woning) 19e eeuw (schuur)                 |                                                           | Rijksstraatweg 557                         | 52° 7' 43" NB, 4° 23' 38" OL | 525223 | Upload foto                                                                         |
| Eikenhorst: historische parkaanleg | Tuin, park en plantsoen   | 1854-1858                                       | C.E.A. Petzold                                            | Rijksstraatweg bij 557                     | 52° 7' 32" NB, 4° 23' 40" OL | 525226 | Upload foto                                                                         |
| Eikenhorst: dienstwoning en schuur | Bijgebouwen kastelen enz. | 1927                                            |                                                           | Rijksstraatweg 591                         | 52° 7' 29" NB, 4° 23' 20" OL | 525227 | Upload foto                                                                         |
| Eikenhorst: portierswoning | Bijgebouwen kastelen enz. | ca. 1840-1860                                   |                                                           | Raaphorstlaan 5                            | 52° 7' 22" NB, 4° 23' 29" OL | 525228 | Upload foto                                                                         |
| Eikenhorst: toegangshek bij zuidelijke entree | Tuin, park en plantsoen   | 1900-1910                                       |                                                           | Raaphorstlaan bij 5                        | 52° 7' 13" NB, 4° 23' 16" OL | 525229 | Upload foto                                                                         |
| Eikenhorst: grenspaal | Tuin, park en plantsoen   | 1840-1860                                       |                                                           | Rijksstraatweg bij 591                     | 52° 7' 24" NB, 4° 23' 22" OL | 525235 | Upload foto                                                                         |
| Eikenhorst: toegangshek | Tuin, park en plantsoen   | ca. 1860                                        |                                                           | Jagerslaan Noord tegenover 6               | 52° 8' 25" NB, 4° 23' 8" OL  | 526073 | Upload foto                                                                         |
| Rijnlands Lyceum | Onderwijs en wetenschap   | 1937                                            |                                                           | Backershagenlaan 5                         | 52° 7' 56" NB, 4° 23' 21" OL | 527709 | Upload foto                                                                         |
| Johannahuis: tuinaanleg | Tuin, park en plantsoen   | 1929-1931                                       | S. de Clerq                                               | Schouwweg bij 72                           | 52° 7' 38" NB, 4° 22' 41" OL | 528060 | Upload foto                                                                         |
| Johannahuis: toegangshek | Sociale zorg, liefdadigh. | 1929                                            |                                                           | Schouwweg bij 72                           | 52° 7' 39" NB, 4° 22' 40" OL | 528061 | Upload foto                                                                         |
| Backershagen: historische tuin- en parkaanleg | Tuin, park en plantsoen   | begin 18e eeuw                                  |                                                           | Backershagenlaan bij 34                    | 52° 7' 50" NB, 4° 23' 28" OL | 530246 | Upload foto                                                                         |
| Backershagen: hek | Erfscheiding              | 18e eeuw                                        |                                                           | Backershagenlaan bij 34                    | 52° 7' 58" NB, 4° 23' 15" OL | 530247 | Meer afbeeldingen                                                                   |
| Backershagen: tuinmuur | Tuin, park en plantsoen   | 18e eeuw                                        |                                                           | Backershagenlaan bij 34                    | 52° 7' 58" NB, 4° 23' 15" OL | 530248 | Upload foto                                                                         |
| Backershagen: grenspalen | Grensafbakening           | 18e eeuw (paal1) laatste kwart 19e eeuw (paal2) |                                                           | Backershagenlaan bij 34                    | 52° 7' 58" NB, 4° 23' 15" OL | 530249 | Meer afbeeldingen                                                                   |
| Backershagen: hek van 'De Hartenkamp' | Erfscheiding              | 1910                                            |                                                           | Rijksstraatweg bij 462                     | 52° 7' 43" NB, 4° 23' 33" OL | 530250 | Upload foto                                                                         |
| Backershagen: schuur van 'De Hartenkamp' | Dienstwoning              | 1912                                            |                                                           | Rijksstraatweg 462                         | 52° 7' 43" NB, 4° 23' 33" OL | 530251 | Upload foto                                                                         |
| Backershagen: dienstwoning 'Hertenhuisje' | Dienstwoning              | laat 18e eeuw                                   | H.H.A. Wenztel (verb.)                                    | Rijksstraatweg 464                         | 52° 7' 45" NB, 4° 23' 32" OL | 530252 | Meer afbeeldingen                                                                   |
| Backershagen: brug | Tuin, park en plantsoen   | 19e eeuw                                        | H.H.A. Wentzel                                            | Backershagenlaan bij 34                    | 52° 7' 58" NB, 4° 23' 15" OL | 530253 | Upload foto                                                                         |
| Backershagen: garage met bovenwoning en schuur 'De Hartenkamp' | Bijgebouwen kastelen enz. | ca. 1910                                        | P. Musly                                                  | Backershagenlaan 7                         | 52° 7' 50" NB, 4° 23' 19" OL | 530254 | Meer afbeeldingen                                                                   |
| Backershagen: dubbele dienstwoning 'De Hartenkamp' | Dienstwoning              | 1912                                            |                                                           | Backershagenlaan 11                        | 52° 7' 50" NB, 4° 23' 16" OL | 530255 | Meer afbeeldingen                                                                   |
| Backershagen: tuinmuur van 'De Hartenkamp' | Tuin, park en plantsoen   | 1910                                            |                                                           | Backershagenlaan bij 34                    | 52° 7' 58" NB, 4° 23' 15" OL | 530256 | Upload foto                                                                         |
| Backershagen: hekpijlers van 'De Hartenkamp' | Erfscheiding              |                                                 |                                                           | Backershagenlaan bij 34                    | 52° 7' 58" NB, 4° 23' 15" OL | 530257 | Meer afbeeldingen                                                                   |
| Backershagen: grot (hermitage) | Tuin, park en plantsoen   | eind 18e eeuw                                   |                                                           | Rust en Vreugdlaan bij 1A                  | 52° 7' 33" NB, 4° 23' 18" OL | 530258 | Meer afbeeldingen                                                                   |
| Backershagen: damwand / keermuur | Waterkering en -doorlaat  | H.H.A. Wentzel                                  |                                                           | Rust en Vreugdlaan bij 1A                  | 52° 7' 33" NB, 4° 23' 18" OL | 530259 | Meer afbeeldingen                                                                   |
| Backershagen: tuinkoepel | Tuin, park en plantsoen   | 1772                                            |                                                           | Rust en Vreugdlaan 1A                      | 52° 7' 33" NB, 4° 23' 19" OL | 530260 | Meer afbeeldingen                                                                   |
| Rust en Vreugd: hoofdgebouw | Kasteel, buitenplaats     | 1923                                            | S. de Clercq                                              | Van Ommerenlaan 2                          | 52° 7' 23" NB, 4° 22' 43" OL | 530402 | Rust en Vreugd: hoofdgebouw                                                         |
| Rust en Vreugd: historische tuin- en parkaanleg | Tuin, park en plantsoen   | eind 17e eeuw                                   |                                                           | Van Ommerenlaan bij 2                      |                              | 530403 | Upload foto                                                                         |
| Rust en Vreugd: toegangshek | Tuin, park en plantsoen   | 1906                                            | architectenbureau van Hoek en Wouters                     | Van Ommerenlaan bij 2                      |                              | 530404 | Rust en Vreugd: toegangshek                                                         |
| Rust en Vreugd: drie grenspalen | Tuin, park en plantsoen   | 1850                                            |                                                           | Van Ommerenlaan bij 2                      |                              | 530405 | Rust en Vreugd: drie grenspalen                                                     |
| Rust en Vreugd: dienstwoning | Bijgebouwen kastelen enz. | 1923                                            | S. de Clercq                                              | Van Ommerenlaan 1                          | 52° 7' 12" NB, 4° 22' 49" OL | 530406 | Rust en Vreugd: dienstwoning                                                        |
| Rust en Vreugd: (familie)begraafplaats | Begraafplaats en -onderdl | 1935                                            |                                                           | Van Ommerenlaan bij 2                      |                              | 530407 | Upload foto                                                                         |
| Rust en Vreugd: waterpomp | Tuin, park en plantsoen   | 1916                                            |                                                           | Van Ommerenlaan bij 2                      |                              | 530408 | Meer afbeeldingen                                                                   |
| Rust en Vreugd: tuinmanswoning | Bijgebouwen kastelen enz. | 1907                                            | Z. Hoek en J.Th. Wouters                                  | Van Ommerenlaan 56                         | 52° 7' 13" NB, 4° 22' 30" OL | 530409 | Rust en Vreugd: tuinmanswoning                                                      |
| Rust en Vreugd: hekken | Tuin, park en plantsoen   | midden 19e eeuw                                 |                                                           | Van Ommerenlaan bij 2                      |                              | 530410 | Upload foto                                                                         |
| Rust en Vreugd: brug met hek | Tuin, park en plantsoen   | 1923                                            |                                                           | Van Ommerenlaan bij 2                      |                              | 530411 | Upload foto                                                                         |
| Rust en Vreugd: brug | Tuin, park en plantsoen   | 1923                                            |                                                           | Van Ommerenlaan bij 2                      |                              | 530412 | Upload foto                                                                         |
| Rust en Vreugd: lage tuinmuur | Tuin, park en plantsoen   | ca. 1925                                        |                                                           | Van Ommerenlaan bij 2                      |                              | 530413 | Upload foto                                                                         |
| Rust en Vreugd: siervaas | Tuin, park en plantsoen   | laat 19e eeuw                                   |                                                           | Van Ommerenlaan bij 2                      |                              | 530414 | Upload foto                                                                         |
| Rust en Vreugd: tuinmuur | Tuin, park en plantsoen   | ca. 1830                                        |                                                           | Van Ommerenlaan bij 2                      |                              | 530415 | Upload foto                                                                         |
| Rust en Vreugd: tuinbank | Tuin, park en plantsoen   | vroeg 20e eeuw                                  |                                                           | Van Ommerenlaan bij 2                      |                              | 530416 | Upload foto                                                                         |

Alblasserdam ·
Albrandswaard ·
Alphen aan den Rijn ·
Barendrecht ·
Bodegraven-Reeuwijk ·
Capelle aan den IJssel ·
Delft ·
Den Haag ·
Dordrecht ·
Goeree-Overflakkee ·
Gorinchem ·
Gouda ·
Hardinxveld-Giessendam ·
Hendrik-Ido-Ambacht ·
Hillegom ·
Hoeksche Waard‎ ·
Kaag en Braassem ·
Katwijk ·
Krimpen aan den IJssel ·
Krimpenerwaard ·
Lansingerland ·
Leiden ·
Leiderdorp ·
Leidschendam-Voorburg ·
Lisse ·
Maassluis ·
Midden-Delfland ·
Molenlanden ·
Nieuwkoop ·
Nissewaard ·
Noordwijk ·
Oegstgeest ·
Papendrecht ·
Pijnacker-Nootdorp ·
Ridderkerk ·
Rijswijk ·
Rotterdam ·
Schiedam ·
Sliedrecht ·
Teylingen ·
Vlaardingen ·
Voorne aan Zee ·
Voorschoten ·
Waddinxveen ·
Wassenaar ·
Westland ·
Zoetermeer ·
Zoeterwoude ·
Zuidplas ·
Zwijndrecht